# Place Saint-Jacques

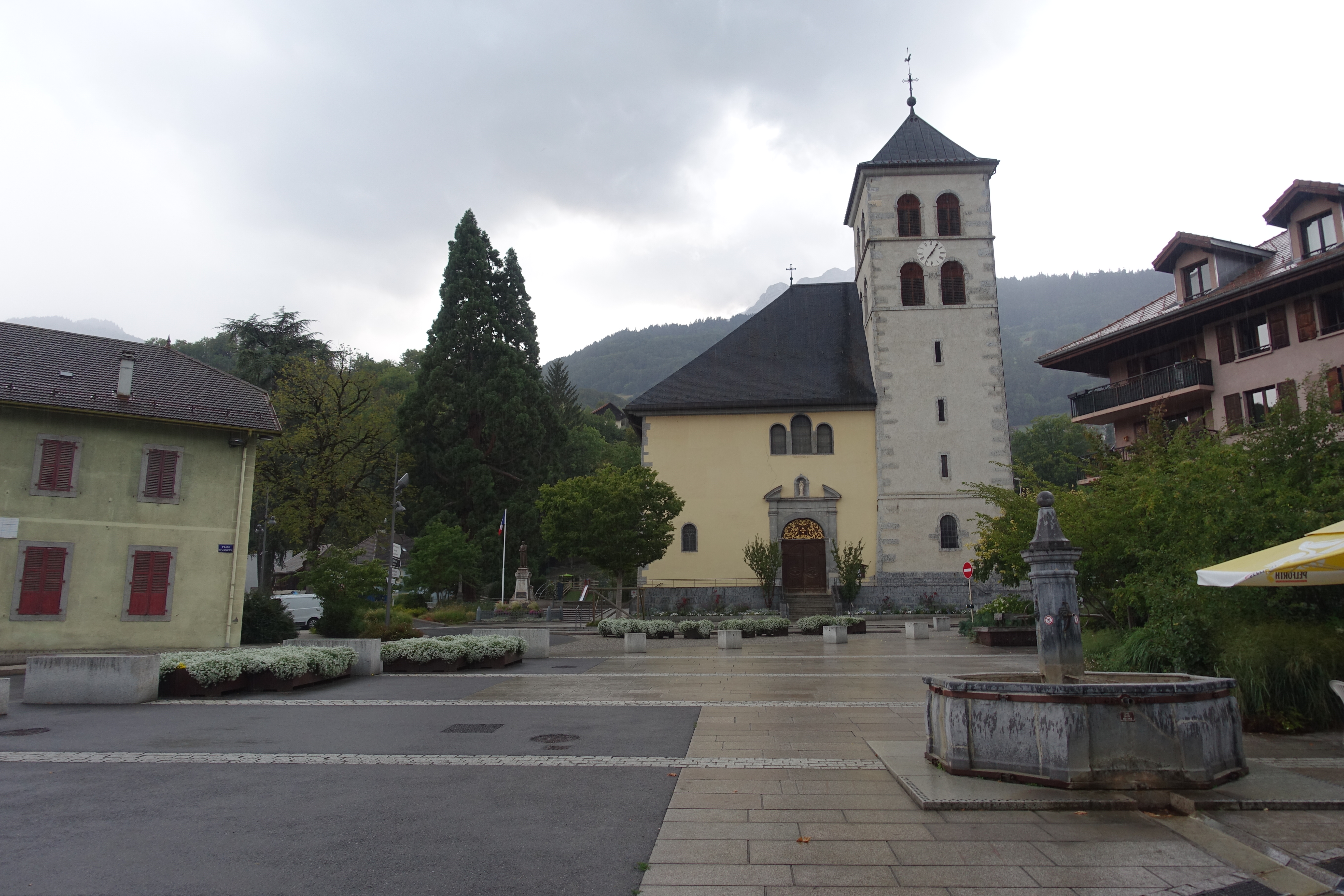
De Place Saint-Jacques met de fontein en de Saint-Jacqueskerk

De Place Saint-Jacques is een plein in de Franse gemeente Sallanches (Haute-Savoie). Het plein werd genoemd naar de Saint-Jacqueskerk die aan het plein ligt.

## Geschiedenis
De Place Saint-Jacques is het oudste plein van de stad. Hier werden vanaf de middeleeuwen de weekmarkten gehouden waar landbouwproducten uit de omgeving werden verhandeld. Op het plein stond een fontein die een van de drie plaatsen in de vormde waar inwoners water konden halen. Na een zware stadsbrand in 1840 werd Sallanches heropgebouwd met een nieuw stratenplan in dambordpatroon. De Place Saint-Jacques lag net buiten het gebied dat werd heringericht en behield zijn oorspronkelijke vorm. In de jaren 1860, na de aanhechting van Savoye bij Frankrijk, volgde een nieuwe operatie van stadsvernieuwing. Hierbij werden de kaaien (1863), de Place Saint-Jacques (1866) en de Place de la Grenette (1868) opnieuw aangelegd. In 1889 kregen de inwoners van de gemeente toegang tot een waterleiding en voortaan had de fontein enkel een decoratieve functie. In 2012-2013 onderging het plein een renovatie.

## Beschrijving
Het plein is driehoekig. De spitse hoek loopt tot de brug over de Sallanche en de Quai Saint-Jacques, de kaai op de linkeroever van deze stortbeek. Aan de westelijke zijde van het plein ligt de Saint-Jacqueskerk, een voormalige kapittelkerk en de voornaamste kerk van Sallanches. Op het plein staat een natuurstenen fontein uit 1765, die een eerdere fontein verving.